# Чжан Хуань
Чжан Хуа́нь (кит. трад. 張洹, упр. 张洹, пиньинь Zhāng Huán; род. 1965[…], Аньян, Хэнань) — современный китайский художник.

## Биография
Родился в Аньяне. Обучался искусству в художественной школе. Получил степень бакалавра изящных искусств в Хэнаньском университете в Кайфыне в 1988 году и степень магистра в Центральной Академии художеств в Пекине в 1993 году. Жил и работал в США (с 1998 по 2005 годы), впоследствии вернулся в Китай. Живет и работает в Шанхае. Является одним из главных художников в современном искусстве Китая. От перформанса в первой половине 1990-х годов эволюционировал к станковой живописи и скульптуре, которые с середины 2000-х годов изготавливает с использованием храмового пепла.

## Карьера
Чжан Хуань начал работать в составе локального художественного сообщества, известного как Пекинская Восточная Деревня, расположенного на окраине Пекина. Группа друзей из художественной школы развивала авангардные практики работы в области перформанса, получая одобрение художественной элиты и недовольство властей.
Ранние перформансы Чжан Хуаня всегда так или иначе связаны с его собственным телом, обычно обнаженным. Он часто использовал простые повторяющиеся жесты, которые обычно считаются бессмысленными. В групповом художественном действе под названием «Поднять уровень воды в пруду» он попросил 40 рабочих-мигрантов встать в пруд, чтобы их физическое присутствие подняло уровень воды.
В другом перформансе под названием «Добавить один метр в анонимную гору» он и девять других художников взобрались на гору недалеко от Пекина, где, раздевшись, легли друг на друга, создав альтернативную вершину.
В дальнейшем художник обратился к скульптуре. Он делает гигантские медные руки и ноги, увеличенные версии фрагментов сломанных буддийских фигур, которые он нашел в Тибете. Используя квазирелигиозный ритуал, он стремится обнаружить точку, в которой духовное может проявиться через телесное.
Известность пришла к художнику благодаря его картинам и скульптурам, изготовленным из пепла, оставшегося от сжигания благовоний, который художник приобретает в буддийских храмах.
Буддизм с его храмовой музыкой, скульптурами и философией является преобладающей темой в зрелом творчестве Чжан Хуаня. Например, его скульптура «Голова ясеня с длинными ушами» состоит из массивной головы, сделанной из золы ладана и стали. Он соединяет образ художника с удлиненными мочками уха, символизирующими счастье и удачу в буддийской религии. Исследование буддизма продолжилось в проекте «Сиднейский Будда», где две скульптуры Будды были расположены лицом друг к другу. Одна — металлическая статуя без головы. Другая — саморазрушающаяся скульптура, изготовленная из более чем 20 тонн пепла ладана, собранного в буддийский храмах в Шанхае и китайских провинциях Цзянсу и Чжэцзян.
Художник выставлял свои работы на многочисленных выставках, включая Биеннале Уитни (2002) и Берлинскую академия искусств. Его работы хранятся в нью-йоркских музеях МОМА и Гуггенхайм, а также во многих других мировых музейных собраниях.

## Награды
В 2014 году Чжан Хуань был награждён Орденом Почетного Легиона

## Избранные сольные выставки
- 1988 Университет Хэнаня, Кайфенг
- 1999 Галерея Макса Протеча, Нью-Йорк
- 2000 Галерея Коттхэм, Барселона
- 2001 Галерея Альберта Бенаму, Париж
- 2002 Гамбургский Кунстферейн, Гамбург
- 2003 Бохумский музей, Бохум
- 2004 Художественный музей Нортон, Флорида
- 2005 Музей изящных искусств, Бостон
- 2006 Галереи Шерман, Сидней
- 2007 Азиатское Общество, Нью-Йорк
- 2007 Галерея Хаунч оф Венисон, Лондон
- 2008 Художественный музей Шанхая, Шанхай
- 2009 Галерея Хаунч оф Венисон, Цюрих
- 2011 Художественный музей Рокбанд, Шанхай
- 2011 Галерея Блам и По, Лос-Анджелес
- 2012 Художественная Галерея Онтарио, Торонто
- 2013 Палаццо Веккьо, Флоренция
- 2014 Галерея Пейс, Лондон
- 2020 Эрмитаж, Санкт-Петербург

## В России
8 сентября 2020 года Эрмитаж представил первую в России персональную выставку художника — «Чжан Хуань. В пепле истории» в рамках Проекта Эрмитаж 20/21. Открытие, ранее планировавшееся на 15 мая 2020 года, было перенесено из-за ограничений в связи с пандемией COVID-19.
 В рамках проекта «Скульптура во дворе» (отдельно от основной выставки) во дворе Зимнего дворца до 4 апреля 2021 года была выставлена специально для выставки изготовленная скульптура Чжан Хуаня «Эрмитажный Будда». Установка скульптуры вызвала локальный протест, оставшийся без ответа.